# Yudou
Yudou (kinesiska: 玉斗) är en köping i sydöstra Kina. Den ligger i Yongchun härad i staden Quanzhou i provinsen Fujian, omkring 150 kilometer sydväst om provinshuvudstaden Fuzhou. Antalet invånare är 16 113. Befolkningen består av 7 619 kvinnor och 8 494 män. Barn under 15 år utgör 19,0 %, vuxna 15-64 år 72 %, och äldre över 65 år 7,0 %.